# Blackheart
Blackheart — o Corazón Negro en España—  (Tobias Ardenson) es un personaje ficticio que aparece en los cómics estadounidenses publicados por Marvel Comics. El personaje generalmente es representado como un adversario del Motorista Fántasma. Creado por la escritora Ann Nocenti y el artista John Romita, Jr., Tobias apareció por primera vez en Daredevil # 270 (septiembre de 1989). 
El personaje también ha aparecido en otros medios, como el videojuego 2000 Marvel vs Capcom 2, y en la película de 2007 Ghost Rider, en la que fue interpretado por el actor Wes Bentley.

## Historial de publicaciones
El personaje fue creado por Ann Nocenti y John Romita, Jr. y apareció por primera vez en Daredevil # 270 (Sept. 1989).

## Biografía
Mephisto, quien crea un "hijo" llamado Tobias Anderson El Corazón Negro, de la energía del mal acumulado. Tobias explora la naturaleza del mal bajo la tutela de su padre, enfrentando y no corrompiendo a Daredevil y Spider-Man.Mephisto atrae a Daredevil, Brandy Ash, el número nueve genéticamente modificado y los Inhumanos Gorgon, Karnak y Ahura al Infierno, donde Tobias intenta tentarlos. Sin embargo, está impresionado por el libre albedrío de la humanidad y concluye que el mal no puede esperar vencer al bien. Cuando Mephisto descubre el cambio de opinión de Tobias, lo destierra a la Tierra, advirtiéndole que si alguna vez usa su poder otra vez, se volverá loco.
Más tarde, en un intento de liberarse del cautiverio, Tobias entra en contacto con Misha del grupo Warheads y se convierte en la fuente de sus visiones precognitivas. Eventualmente, el escuadrón de Misha, Kether Troop, invade el infierno y libera a Tobias, que estaba disfrazado temporalmente.
Tobias regresa a la Corona de Cristo y atrae a Ghost Rider, Punisher y Wolverine a la ciudad, con la esperanza de reclutarlos en su guerra contra Mephisto. Cuando todos se niegan, Tobias lava el cerebro de toda la ciudad y secuestra a una joven con quien los tres hombres se hicieron amigos. El grupo sigue a Tobias y a la chica de regreso a su propio reino y lo derrota. Como Mephisto predijo, el uso de sus poderes en este intento lo conduce a la locura. Intentó nuevamente encargar los servicios de los 3 héroes, usándolos para ayudarlo finalmente a destruir a Mephisto y hacerse cargo de su parte del Infierno.
Junto al Segador, Tobias lleva al Hombre Maravilla al reino de Mephisto para luchar contra su padre.
Tobias crea un grupo de Espíritus de la Venganza para oponerse al Ghost Rider, Noble Kale.Tobias engaña a Kale e intenta hacerlo miembro de su grupo de Espíritus de la Venganza, prometiéndole a Kale el poder de gobernar en el Infierno junto a él.El Ghost Rider traiciona a Tobias y lo mata, liberando a los otros Espíritus de la Venganza, y ganando el dominio sobre la porción del Infierno del Corazón Negro.
Habiendo sobrevivido de alguna manera, y se enfrentaría a otros héroes durante los siguientes años, como X-Forcey los Cuatro Fantásticos.Sería relegado a "escenas de encuentros durante los próximos años", visto brevemente en encuentros con otros señores del inframundo (incluido su padre Mephisto, regresado al poder) como Satannish, Hela y Dormammu sobre un disturbio creado por la recién resucitada Magik, que está buscando la espada de almas y el amuleto original de Bloodstone.
Tobias luego inventa un plan para llevar el Infierno a la Tierra y robar las almas de los residentes del planeta. Como parte del plan, toma forma humana y lleva a cabo una operación en Las Vegas que lo ve crear varios clones de X-23 y vincularlos a simbiontes creados genéticamente. Después de que Ghost Rider accidentalmente transporta el Infierno a Las Vegas, Tobias se enfrenta al Ghost Rider, Venom, Red Hulk y X-23, y convoca a cuatro criaturas que representan la antítesis de los cuatro y los pone en contra de los héroes.
Tobias fue visto más tarde en Chicago, donde se hizo pasar por el alcalde de Chicago en el momento en que Falcon y Patriota están lidiando con la violencia de las pandillas. Más tarde intentó corromper a los Campeones, pero fue derrotado cuando aquellos que tenía bajo su control lograron superar sus dudas, y Mephisto lo llevó de regreso al Infierno para castigarlo.

## Poderes y habilidades
Es un demonio altamente poderoso, creado por Mephisto. Los poderes que posee están unidos a él, como, fuerza sobrehumana, velocidad y resistencia. Así mismo, posee telepatía, telequinesis y puede levitar, puede teletransportarse a diferentes dimensiones (inter-dimensional), cambiar su aspecto y su tamaño. Puede entrar y salir de los diferentes planos existenciales y dimensiones a su voluntad, también tiene la capacidad de regeneración a nivel molecular y la habilidad de crear distintas formas de energía, como poderosos rayos de energía para conmocionar sus enemigos. A diferencia de su padre puede tomar el alma con o en contra del consentimiento de la persona. Tobias ha demostrado tener la capacidad suficiente para controlar millones de mentes mientras está en el infierno.También ha mostrado sus poderes telequinéticos al desgarrar un planeta entero por la fuerza de la voluntad. Él puede teletransportarse a sí mismo y a otros a la Dimensión de la Fuerza Oscura donde él está en su punto más fuerte. No tiene alma, lo que lo hace invulnerable a la Mirada de Penitencia del Jinete Fantasma.

## Kid Blackheart
Los adoradores del diablo, buscando darle a Satanás el hijo perfecto, comenzaron el Proyecto Blackheart. Se aparearon con algunas de las personas más viles en diferentes combinaciones, con la esperanza de encontrar la mezcla correcta para criar al Anticristo. Finalmente tuvieron éxito, pero al hacerlo, llamaron la atención de Zadkiel: un traidor de Dios y usurpador del Cielo. Zadkiel quería matar al Anticristo para que el Apocalipsis nunca se cumpliera y él permaneciera para siempre. The Black Host hizo un rápido trabajo con sus enemigos y casi todos los hombres, mujeres y niños fueron masacrados, excepto su objetivo. Kid Blackheart se estableció en Nueva York, pero no pudo permanecer oculto para siempre. Sometido a otro intento de asesinato, hubiera muerto si no hubiera sido por Jaine Cutter y su pistola de respiración. Jaine y el Anticristo huyeron pero fueron nuevamente atrapados por un grupo de minions sin sentido. Hellstorm, que también rastrea al niño para poder matarlo, no tuvo otra opción que defenderlo de sus atacantes. Kid Blackheart corrió, pero no llegó muy lejos antes de encontrarse con Daniel Ketch. Arrebatando al chico de las calles y devolviéndolo a sus salvadores, Ketch no se sorprendió al ver a su hermano, Johnny Blaze, y su Guardián ya en su compañía. Ketch explicó cómo hizo un trato con el diablo para mantener al chico a salvo a cambio de las llaves del cielo para detener a Zadkiel.
El grupo se separó y el Anticristo siguió el juego, quedándose cerca de Sara, la Guardiana. Cuando Jaine Cutter y Hellstorm fueron atacados por Madcap y Espantapájaros, él y Sara se separaron de ellos. Tomando refugio en una iglesia profanada, Kid Blackheart decidió revelar su verdadero objetivo. El Maestro Pandemonium emboscó a Sara, dejándola inconsciente, para que pudiera ser encadenada y atada. El Anticristo luego dijo algunas palabras en un lenguaje ininteligible y expuso a Sara por lo que realmente era: una puerta de entrada al Cielo. Kid Blackheart, buscando destruir el Cielo para su padre, condujo una horda de demonios a través de ella y hacia la brillante ciudad. Sin embargo, una vez que llegó al Cielo, había un ejército de Ghost Riders esperando en el otro lado. Sus tropas no tuvieron oportunidad y se vio obligado a huir, pero no antes de sufrir algunos golpes de Knuckles O'Shaugnessy. Kid Blackheart se reunió con Maestro Pandemonium y Blackout para descansar y relajarse antes de intentar vencer al mundo para Satanás.

## Recepción
- En 2020, CBR.com clasificó a Blackheart en el sexto lugar en su lista de los "10 villanos de cómics más poderosos con orígenes demoníacos".[22]

## Otras versiones
Tobias se ve en Marvel Zombies 3 como uno de los que son inmunes al virus.

## Otros Medios

### Cine
En la película Ghost Rider de 2007, dirigida por Mark Steven Johnson, Tobias Ardenson, El "Corazón Negro", es interpretado por Wes Bentley.
A diferencia de en los cómics, en los es un demonio grande con cola y piel escamosa, en la película Blackheart aparece en su "forma humana", con piel pálida y cabello oscuro. Sin embargo, en algunas partes del filme muestra una apariencia algo más demoníaca, con colmillos grandes y ojos negros. A pesar de tener habilidades sobrenaturales, solo utiliza sus manos para matar con su "toque mortal". Otra de las nuevas habilidades que reveló tener Tobias es el poder localizar a las personas oliendo sus miedos. Aunque tiene todos los poderes de su padre, Tobias es invulnerable a cualquier elemento de carácter sagrado; lo demuestra primero al entrar en una iglesia y también se le ve entrando a un cementerio sagrado. Es inmune a la Mirada Penitente de Ghost Rider, ya que "no tiene alma". Al final de la película, su piel se torna de color azul oscuro y sus ojos rojos y sus poderes aumentan. Es casi invencible, incluso después de ser destrozado.
En su primera aparición en la película, se le ve en busca de Los Tres Ángeles Caídos (The Hidden), Abigor (Demonio Aire), Wallow (Demonio Agua) y Grissel (Demonio Tierra), en un bar, donde mata a todos los humanos allí presentes. Se une a The Hidden, con el fin de encontrar el "Contrato de San Venganza", lo que le permitiría apoderarse de 1000 almas e incrementar así su poder. Cuando Mephisto se entera de la búsqueda que está realizando su hijo, obliga a Johnny Blaze a convertirse en Ghost Rider y así hallar a Tobias y a sus lacayos y eliminarlos. Ghost Rider acaba en primer lugar con el demonio Grissel, en una estación ferroviaria desalojada; luego con el demonio Abigor, utilizando sus cadenas en la azotea de un edificio. Pero cuando Tobias asesina al manager/amigo de Johnny, Mack y secuestra a Roxanne Simpson, fuerza a Blaze a entregarle el contrato en el mismo pueblo en el que se firmó, San Venganza. Wallow, el último de los demonios, logra detenerlo momentáneamente en batalla, pero finalmente Ghost Rider lo derrota en una lucha en el fondo de un pantano. Cuando Blaze ya se encuentra luchando contra Tobias, el Sol está a punto de salir. Una vez que obtiene el contrato, Tobias invoca a las 1000 almas que contiene el contrato, que se adhieren a su cuerpo, haciéndolo más poderoso, y se llama a sí mismo Legión. Sin embargo, Ghost Rider se aprovecha de Tobias/Legión y utiliza Fuego de la Penitencia, que solo puede utilizarlo en personas con alma y ahora Legión no posee una sino 1000, y lo deja en estado "comatoso". En ese momento llega Mephisto y se lleva a su hijo de vuelta al Infierno.

### Videojuegos
Blackheart aparece en videojuegos como:
- Marvel vs. Capcom 2
- Marvel Super Heroes vs. Street Fighter
- Marvel Super Heroes.[24]

En los tres últimos es uno de los personajes que se pueden seleccionar para jugar. En "MSHvsSF", una versión más lenta y poderosa de Blackheart se puede desbloquear, aunque tiene su misma apariencia (pero resaltada con un color más rojizo), este personaje se trata de Mephisto, su padre
En los siguientes juegos aparece como villano y no puede ser seleccionado para jugar con él:
- Marvel Super Heroes: War of the Gems.
- Blackheart aparece en Marvel: Ultimate Alliance.[25]
- Ghost Rider, Blackheart es el villano final. En este juego, posee la misma apariencia que en la película y la puede cambiar a la apariencia de los cómics.[26]